# Földeák Iván
Földeák Iván (Pesterzsébet, 1947. március 13. –) műfordító, író-publicista, Földeák János író (1910–1997) fia, Földeák Tamás (1942–2014) diplomata, egyetemi tanár testvére.

## Élete
1971-ben szerzett magyar–orosz szakos diplomát az ELTE Bölcsészettudományi Karán, majd azt követően 1992-ig a Magyar Írók Szövetségének előadója, külügyi osztályának, majd szerzői jogi ügynökségének vezetője. 1992 és 1994 között Vámtiszti Főiskolán tanított angol nyelvet; párhuzamosan a Magyar PEN Club ügyvezető titkára volt. 1995 és 2004 között az Országgyűlés sajtóirodájának főtanácsosa volt, majd 2009-es nyugdíjba vonulásáig az Európai Parlamentben dolgozott sajtótitkárként.

## Munkássága
1970 óta mintegy félszáz könyvet fordított magyarra, elsősorban orosz nyelvből, de angolból és németből is. Orosz közvetítőnyelv segítségével azeri, észt, grúz, kazah, mongol, örmény, ukrán szerzők műveit is ültette át magyarra.
Az 1970-es évek óta rendszeresen publikál cikkeket, könyvismertetéseket, interjúkat, íróportrékat és egyéb művelődéstörténeti írásokat, valamint visszaemlékezéseit és novelláit; az Új Tükörben publikált két sorozatot külföldi írókról és a magyar irodalom fordítóiról. Több évtizeden keresztül volt állandó szerzője kultúrtörténeti és ismeretterjesztő írásaival a 2zsiráf nevű ifjúsági magazinnak, annak megszűnéséig. Odi et amo címmel Tóth Évával közösen többnyelvű almanachot állított össze – és fordított részben – a PEN Club megbízásából. Emellett évekig szerkesztett országgyűlési kiadványokat (pl. Parlamenti NATO-füzetek, Európa Tanács-kiadványok). További írásai a Nagyvilágban, az Élet és Irodalomban, a Szovjet Irodalomban, a Képes Újságban, az Ország-világban, a Népszavában, a Magyar Hírlapban, a Lukasórában, az Életünkben, a Napjainkban, az Új Aurórában, a Galaktikában, a Metagalaktikában, az Ezredvégben, a Reményben, az UFO Magazinban és a #moszkvater nevű online portálon jelennek meg.

## Válogatott fordításai
- Szvetlana Alekszijevics: Nők a tűzvonalban
- Dmitrij Gluhovszkij: Future
- Mihail Siskin: Levélregény
- Vjacseszlav Siskov: Csavargók
- Sztrugackij testvérek: Fogadó a Halott Alpinistához
- Sztrugackij testvérek: Egymilliárd évvel a világvége előtt
- Sztrugackij testvérek: Piknik az árokparton
- Jevgenyij Zamjatyin: Mi (az Európa Könyvkiadó nívódíjával kitüntetett fordítás, 1986)
- Anatolij Zsigulin: Fekete kövek
- Puskin a kortársak visszaemlékezéseiben

## Művei
- Kérdezz-felelek diákoknak (Czeizel Endrével, Csermely Eszterrel, Kurdics Mihállyal és Mucsi Józseffel közösen)
- Mindig kell egy barát (Csorba Csabával és M. Tóth Györggyel közösen; 1999)
- Az én Európai Unióm (2009)